# Murrays Isles
Murrays Isles är öar i Storbritannien.   De ligger i riksdelen Skottland, i den centrala delen av landet, 500 km nordväst om huvudstaden London.